# Lenguas caucásicas noroccidentales
Las lenguas caucásicas noroccidentales, también llamadas pónticas o abjasas-adiguesas/circasianas, son un grupo de lenguas habladas en el Cáucaso septentrional (también en Kabardia-Balkaria), Turquía, Jordania y Abjasia.

## Clasificación lingüística

### Lenguas de la familia
Hay cinco lenguas en la familia de lenguas caucásicas del noroeste:
- Abjasio
- Abaza
- Cabardino, cherqués o circasiano oriental
- Adigués o circasiano occidental
- Ubijé

Los idiomas están relacionades de la siguiente forma:

### Grupo circasiano

#### Adigués
El idioma adigués, también llamado circasiano, es una de las de las lenguas caucásicas del noroeste más habladas. Se habla desde Rusia a Turquía y existe incluso una pequeña comunidad en los Estados Unidos.
Se conocen cuatro dialectos principales: kemirgoy, abdzakh, bzhedug y shapsug, así como muchos otros menores (como por ejemplo el dialecto de Turquía hakuchi hablado por los últimos hablantes de ubijé).
El adigués tiene tres vocales fonémicas y su sistema consonántico es más sencillo que el del grupo abjasio-abaza.

#### Cabardino
El cabardino se divide en dos dialectos, el cabardino (propiamente dicho) y el cherqués (circasiano). Además, el cabardino propiamente dicho tiene varios dialectos, que incluye el terek, el estándar literario, y el bes(le)ney, que ocupa una posición intermedia entre el terek-cabardino y el adigués.
Posee el número más bajo de consonantes de entre las lenguas caucásicas noroccidentales con 48. El cabardino se caracteriza por las fricativas eyectivas y un número reducido de vocales.

### Grupo abjasio-abaza

#### Abjasio
El abjasio tiene aproximadamente 100 000 hablantes en Abjasia, con posiblemente 500 000 hablantes en Turquía. Es una lengua literaria desde principios del siglo XX. 
A veces se considera el abjasio como un dialecto divergente de una lengua mayor llamada abjasio-abaza. Sin embargo, lingüísticamente tiene más sentido separar el abjasio y el abaza en dos lenguas separadas, ya que el abaza y el abjasio conservan fonemas distintos. Al abjasio se le cuentan habitualmente tres dialectos principales, el abzhuy, el bzyp (ambos hablados en Georgia) y el sadz (hablado hoy en Turquía y anteriormente en la zona de Sochi).
El abjasio se caracteriza por grupos de consonantes poco habituales y pocas vocales. Sólo posee dos vocales distintas: una vocal abierta /a/ y una vocal cerrada /ı, ǝ/. Dependiendo de la posición las vocales se pueden realizar como [e, i, o, u]. Véase también alfabeto abjasio.

#### Abaza
El idioma abaza comparte con el abjasio la distinción de tener sólo dos vocales fonémicas es su inventario de sonidos. El abaza es fonológicamente más complejo que el abjasio, pero ambos comparten un gran número de vínculos lingüísticos.
El abaza posee dos dialectos principales, el akhchepse y el t'ap'anta. Se caracteriza por grupos de consonantes grandes, similares a los que se pueden encontrar en el georgiano.

### Ubijé
El idioma ubijé tiene mayor relación con el abjasio y el abaza que con el adigués y el cabardino. Se extinguió el 7 de octubre de 1992 con la muerte de Tevfik Esenç, el último hablante nativo. Es la única lengua caucásica noroccidental que no tuvo forma literaria.
El ubijé tiene el mayor número de consonantes de las lenguas caucásicas noroccidentales, siendo 80 en número. Se caracteriza por las consonantes faríngeas y un contraste a cuatro bandas entre sibilantes.

### Hatti
Esta antigua lengua de religión usada por los hititas en su liturgia no estaba emparentada con su propia lengua, el nesili, una lengua indoeuropea conocida como hitita. El nombre de hatti es empleado por los lingüistas modernos para designar a esta lengua preindoeuropea, aunque nadie sabe cómo se llamaban a sí mismos los hablantes. La lengua parece tener algunas afinidades con las lenguas abjasas-adiguesas.

## Características comunes
El grupo se caracteriza por su pobreza en vocales, su rico sistema consonántico, con muchas formas de articulación secundaria, y un gran grado de aglutinado.
La teoría más moderna mantiene que la riqueza del sistema consonántico de las lenguas caucásicas noroccidentales es el resultado de un proceso que elimina las características vocálicas como la labialización y la palatalización de las vocales de la raíz y las reasigna a las consonantes que las rodean. Esta teoría también explica por qué hay tan pocas vocales en estas lenguas.
Las lenguas caucásicas del noroeste tienen un sistema gramatical bastante simple para los sustantivos, manifestando sólo unos pocos casos como mucho, junto con un sistema verbal tan complejo que prácticamente toda la estructura sintáctica de la frase es repetida en el verbo. Generalmente no permiten más de un verbo finito en una frase, lo que descarta la existencia de cláusulas subordinadas (aunque el abjasio parece que está desarrollando un sistema de cláusulas subordinadas limitado, quizá bajo la influencia del ruso); para solucionar esta falta, tienen listas impresionantes de formas verbales no finitas nominales y participiales. A pesar de ello la mayoría de las lenguas caucásicas del noroeste no tienen infinitivos auténticos: la forma verbal básica no finita es un sustantivo llamado masdar.

### Comparación léxica
Los numerales en diferentes lenguas caucásicas noroccidentales son:
| GLOSA | Abjasio-Abaza | Abjasio-Abaza | Circasiano | Circasiano | Ubijé  | PROTO- CAUCÁSICO- NOROCCIDENTAL[3][4] |
| GLOSA | Abjasio       | Abaza         | Adigués    | Cabardino  | Ubijé  | PROTO- CAUCÁSICO- NOROCCIDENTAL[3][4] |
| ----- | ------------- | ------------- | ---------- | ---------- | ------ | ------------------------------------- |
| '1'   | ɑkʼə          | zɑkʼə         | zɨ         | zə         | zɑ     | *za (S, Ch)                           |
| '2'   | jʷbɑ / ɥəbɑ   | ʕʷəbɑ         | tʷʼɨ       | tʼəw       | tʼqʷʼɑ | *t’qʷ’a (S) *dGʷə (Ch)                |
| '3'   | χpɑ           | χpɑ           | ɕɨ         | ɕə         | ɕɑ     | *ɬ:ə (S) *ƛə(Ch)                      |
| '4'   | pʃbɑ          | pʃbɑ          | pɬʼɨ       | pʼɬʼə      | pʼɬʼə  | *p’ɬ’a (S) *p’ƛ’ə́ (Ch)                |
| '5'   | χʷbɑ          | χʷbɑ          | tfɨ        | txʷə       | ʃχə    | *sx̂ʷə (S) *txʷə (Ch)                  |
| '6'   | fbɑ           | tsbɑ          | xɨ         | xə         | fə     | *ɬʷə (S) *ƛʷə (Ch)                    |
| '7'   | bəʒbɑ         | bʒbɑ          | blɨ        | bɮə        | blə    | *bδə (S) *bɮə́ (Ch)                    |
| '8'   | ɑːbɑ          | ɑʕbɑ          | jɨ         | jə         | ʁʷɑ    | *jəʕʷə (Ch)                           |
| '9'   | ʒʷbɑ          | ʒʷbɑ          | bɣʷɨ       | bʁʷə       | bʁʲə   | *bğʷʲə (S) *bɣʷə́ (Ch)                 |
| '10'  | ʒʷɑbɑ         | ʒʷɑbɑ         | pʃʼɨ       | pʼɕʼə      | ʒʷə    | *bć’ʷə (S) *žʷa (Ch)                  |

## Relaciones con otras familias de lenguas

### Vínculos con la familia indoeuropea
Las lenguas caucásicas noroccidentales están siendo estudiadas para ver si están emparentadas con las lenguas indoeuropeas hace 12 000 años. La hipótesis de esta relación se llama proto-póntico.
Sin embargo, existen una serie de factores que complican la reconstrucción del protolenguaje de las lenguas caucásicas del noroeste:
- Muchas raíces son monosilábicas
- La evolución de los fonemas es compleja y un gran número de consonantes y contrastes sibilantes añaden dificultad
- La apofonía era extensamente usada en la prehistoria, y aún desempeña un papel en las lenguas modernas
- Gran cantidad de homófonos en las lenguas modernas.

El protolenguaje de las lenguas caucásicas del noroeste es reconocido como uno de los más difíciles de tratar.

### Familia ibero-caucasiana
Tradicionalmente se agrupan las familias habladas en el Cáucaso, es decir las meridionales o kartvelianas, las del noroeste, las del noreste y las centrales, en una única familia llamada íbero-caucásica o caucásica. Sin embargo no hay pruebas de que estas cuatro familias posean un origen común, por lo que ibero-caucásico es básicamente una etiqueta geográfica.

### Familia caucásica septentrional
Muchos lingüistas aceptan que el kartveliano no está relacionado con las demás familias del Cáucaso. Las demás suelen agruparse en una familia caucásica septentrional. Dentro de esta familia, el grupo del nordeste y el central forman un grupo especialmente claro.